# 昏倒羊

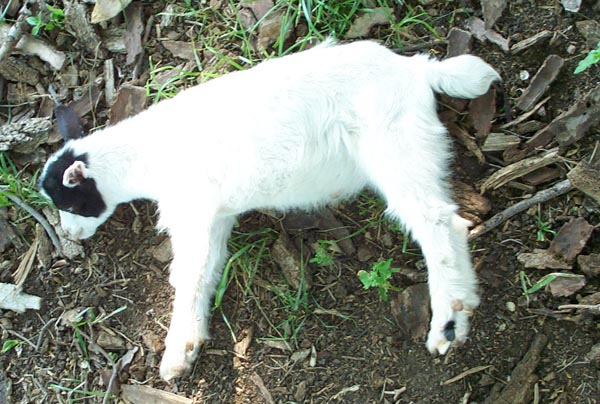
一隻暈倒的小山羊正處於肌強直性「暈厥」狀態。

昏倒羊，又被稱為肌強直山羊，是一種源自美國的山羊品種，其特徵是先天性肌强直的一種遺傳性疾病，可能會導致羊在激動或受驚時肌肉僵硬或倒下。:396這種山羊也被稱為昏厥山羊、摔倒山羊、硬腿山羊、神經山羊，或田納西木腿山羊:28。19世紀80年代，共有四隻這種類型的山羊被帶到田納西州。 在當代，這類山羊在永續肉類生產中往往不受青睞。

## 歷史
山羊抽搐的傾向，自過去《希波克拉底文集》中就被證實過，然而該現象在當時被比作人類疾病。
大多數肌強直山羊似乎源自於19世紀80年代的田納西州馬歇爾郡。:396根據懷特和普拉斯基特的報告，這些山羊主要分佈在田納西州的五個縣：馬歇爾縣、賈爾斯縣、勞倫斯縣、莫里縣和科菲縣。除了田納西州外，還有一些山羊從賈爾斯縣被帶到德克薩斯州，專門供給一位農夫，他聲稱自己見過這種山羊，並以此向鄰居證明。
這些山羊的特殊之處在於它們無法像其他山羊一樣跳過普通高度的柵欄，而是會發現地上的洞穴，從下方爬過柵欄，這與豬的行為類似。 這種不尋常的行為使得這些山羊在當時更受歡迎，因為許多農民使用石牆作為柵欄，這樣就可以更容易地把山羊圍起來。在馬歇爾縣也引進了一隻公山羊來進一步研究。 根據懷特博士的一封信中表示，他在1929年夏天在埃及看到了幾隻昏厥山羊，它們分佈在蘇伊士運河和巴勒斯坦地区之間。 他還提到，他將一些山羊從田納西州運送給了德國神經疾病研究所的一位名叫內格爾的教授進行研究。
山羊的昏厥現象首次在1904年的科學文獻中被描述，並在1939年由布朗和哈維對肌強直山羊進行的實驗中，被描述為「先天性肌強直」。影響了許多其他關於肌強直及其原因的理論。此後，肌強直山羊在歷史上對研究和闡明氯在肌肉興奮中的作用非常重要。這項研究揭示了肌肉強直症的原因及其與氯離子通道的關聯。
在1996年的研究，發現了導致山羊肌肉僵硬的原因包括基因突變，這項發現是在人類和小鼠發現等位基因的幾年後。
保护状况方面，截至2019年，其在联合国粮食及农业组织DAD-IS資料庫中被列為「面臨風險」。

## 特徵

### 體型
肌強直山羊與其他山羊品種在特徵上有很大不同，並擁有其他山羊品種不具備的特定特徵。它們的頭部和身體結構明顯不同。肌強直山羊體型寬大，體重較重。由於肌肉情況，肌強直山羊通常會導致增加的肌肉質量和較寬的體格，但略小於標準山羊品種，通常身高在43公分（17吋）至64公分（25吋）之間，體重範圍為27公斤（60磅）至79公斤（174磅）。公山羊可重達90公斤（200磅）。 由於肌肉密度的原因，背部和肩部整體呈現寬大狀態。

### 頭部
肌強直山羊的頭部特徵也與其他山羊品種有所不同。它們的眼睛大而突出，眼窩較高，這是相當明顯的特徵，有時被稱為「螞蟻眼」。頭部通常中等長度，吻部寬闊，下顎也較寬，特徵明顯。臉部通常呈直線或凸面，耳朵通常為正常大小，靠近臉部，耳朵的中段呈現出波紋狀。角落一般較大，間隔1-2英吋。脖子通常肌肉密集，呈圓形，比奶山羊品種的脖子更圓，許多公山羊的脖子皮膚皺褶厚實。脖子也可能呈水平，因此頭部位置較低。

### 性格
肌強直山羊是警覺性動物，比其他山羊品種安靜。 它們的其他重要特點包括非常容易教導/訓練、僵硬、高品質適應低輸入的農田和覓食，以及雜交創造的雜種導致的身體力量和健康狀況良好。

### 毛髮
肌強直山羊的毛髮可能較短或長，某些個體在寒冷的月份產生大量羊絨。毛髮可以展示任何顏色或圖案。

## 暈倒原因
先天性肌強直是由骨骼肌（骨骼肌氯離子通道1，CLCN1）中的氯離子通道的遺傳性紊亂引起的。 這種疾病可以以體染色體顯性特徵（具有不完全外显率）或隱性特徵遺傳，導致病情嚴重程度的不同。在患病的山羊中，CLCN1基因中存在錯義突變，即氨基酸丙氨酸被脯氨酸殘基取代。 這種小的變化導致肌纖維中的氯離子通道氯離子傳導性降低，而這種錯義突變發生在七個氨基酸的序列中，這些氨基酸屬於包括人類和大鼠在內的密切相關的通道的一組。導致山羊在做出不自主運動後肌肉放鬆的延遲。
在先天性肌強直中，經過刺激後，肌纖維對重複動作電位和後續放電的反應傾向增加。研究表明，增加的肌肉興奮性主要是由於這些纖維中缺乏氯離子通透性。此外，先天性肌強直以每種肌肉類型中的快速同工肌素顯著增加為特徵。
肌強直山羊的肌纖維呈現高度（電氣）阻抗，對應於氯離子傳導的阻塞。 在一項研究中發現，使用誘導肌強直的藥物阻斷氯離子傳導，或以無法通過半透膜的陰離子代替，可以使正常山羊的肌纖維發生肌強直。此外，發現患病山羊的孤立肋間肌與正常山羊在靜止膜電阻和鉀離子外流的溫度依賴性方面顯著不同。 這些差異有助於解釋在減少相關肌肉溫度時，整個動物的肌強直嚴重程度增加。
觀察到在新生山羊的生命前14天內，沒有出現敲擊反應或僵硬的異常。然而，在18至143天內觀察到第一次敲擊反應，20至173天內開始出現僵硬和/或倒下現象。.

### 症狀緩解
雖然目前還沒有已知的先天性肌強直治療方法，但在一項測試水合作用對山羊肌強直症影響的研究中發現，當剝奪山羊水源時，肌強直症狀在3天內消失，提供水源後2-3天內症狀完全恢復。 [20] 先前的研究也報告稱，當給予患有肌強直症的患者牛磺酸（一種氨基磺酸）時，症狀可以得到緩解。然而，研究顯示它既不能抵抗這種疾病，也不能預防這種疾病。

## 在人類中
肌強直山羊與人類的先天性肌強直非常相似。大多數情況下兩者的生活並不受到太大影響，可以或多或少地過正常生活。這種疾病也被描述為氯離子通道紊亂，以肌肉放鬆延遲為特點，並且也是由骨骼肌氯離子通道基因突變引起的。與山羊一樣，它的嚴重程度可以從輕度到重度不等。在對人類進行肌肉切片的實驗中，經過週期性酸希夫（PAS）染色與二酶消化後，肌強直山羊纖維中出現了PAS陽性物質。
從上述研究中發現，核苷酸序列的變化導致在山羊氯離子通道的羧基末端的胺基酸丙胺酸被脯胺酸取代。一隻表現出這種疾病的山羊在通道激活時出現了+47 mV的移動，這導致位於骨骼肌靜息膜附近的氯離子通道開放度降低，顯示了分子基礎，即肌強直肌肉中氯離子產生減少。

### 分子基礎
從上述研究中發現，核苷酸序列的變化導致在山羊氯離子通道的羧基末端的胺基酸丙胺酸被脯胺酸取代。一隻表現出這種疾病的山羊在通道激活時出現了+47 mV的移動，這導致位於骨骼肌靜息膜附近的氯離子通道開放度降低，顯示了分子基礎，即肌強直肌肉中氯離子產生減少。

## 肉類生產
山羊的肉類生產採用表現出在非最佳情況下具有高度適應能力的母系品種 。然而肌強直山羊缺乏對雌性適應性進行適當評估的能力。 在一項研究中曾對80隻肌強直山羊進行了研究，並與西班牙山羊、基科山羊和波爾山羊的健康和繁殖特徵進行了比較研究測量了糞便卵數（FEC）和血球比容（PCV）。而肌強直山羊往往體重較輕，FEC較低，但PCV比波爾山羊高。
除了肌肉強直山羊外，所有山羊的斷奶率、年產羔率、母羊保留率和斷奶羔羊數量相對相同。 與其他品種相比，肌強直山羊的FEC最低。這些結果引發了一個觀點，即在非最佳條件下，肌強直山羊在永續肉類生產方面較不受歡迎。

## 保護情況
肌強直山羊註冊局（MGR）認為維持此品種具有重大意義，且此品種不僅僅是肌肉僵硬的特徵。MGR表示維持此品種的重要因素包括安靜的行為、抗寄生蟲能力和良好的母性能力，因此，為了保護肌強直山羊品種，MGR註冊了所有雜交品種，以幫助辨識純種肌強直山羊。對山羊進行登記有助於減少將後代標記為純種的情況，除非它們確實是。
多年來，這一直是一個有爭議的問題，因為一些飼養者認為不應該進行雜交。儘管如此，繼續繁殖這些山羊的主要原因是觀察它們的昏厥行為，以及由於它們不願跳過高於0.5米的任何障礙，這使得它們能夠在最小化的圍欄農場中飼養。這對大多數農民來說是一個問題，因為大多數山羊品種會嘗試跳過圍欄將它們圍住。